# Was Justice Served?
Was Justice Served? è un cortometraggio muto del 1909 scritto e diretto da David W. Griffith. Prodotto e distribuito dalla Biograph Company, il film - girato a Englewood, New Jersey - uscì nelle sale statunitensi il 21 giugno 1909.

## Trama
Un ex galeotto è accusato di aver rubato un portafogli. Ma il vero ladro fa parte della giuria che deve giudicarlo e si rifiuta di condannarlo.

## Produzione
Il film fu prodotto dalla Biograph Company.

## Distribuzione
Distribuito dalla Biograph Company, il film - un cortometraggio in una bobina - uscì nelle sale cinematografiche statunitensi il 21 giugno 1909. Copia del film (un positivo 35 mm) viene conservata negli archivi della Library of Congress .